# Alexandre Lippmann
Alexandre Auguste Lippmann (Párizs 17. kerülete, 1881. június 11. – Párizs 8. kerülete, 1960. február 23.) olimpiai bajnok francia párbajtőrvívó. Nagyapja ifj. Alexandre Dumas író, dédapja id. Alexandre Dumas író, A három testőr című regény szerzője.